# Уманский национальный университет садоводства
Уманский национальный университет садоводства (укр. Уманський національний університет садівництва) — высшее учебное заведение Украины III—IV уровней аккредитации.

## История
- 1844—1868 гг. — Главное училище садоводства (1844—1854, г. Одесса). Отделения: высшее — для подготовки ученых-садоводов и лесоводов, низшее — для подготовки практиков из этих областей.
- 1868—1921 гг. — Уманское училище земледелия и садоводства. Отделения: земледелия и садоводства.

В 1921 году училище было реорганизовано в высшее учебное заведение — агротехникум.
В 1923 году при агротехникуме открыли рабочий факультет. также при техникуме действовали две профшколы (агрономическая и садово-огородная и Тальновский филиал (на базе которого возник Тальновский сельскохозяйственный техникум).
В 1929 году агротехникум был реорганизован в Уманский сельскохозяйственный институт с двумя факультетами (агрономическим и садово-огородным).
- 1930—1931 гг. — Уманский садоогородный институт. Факультеты: садоводства и огородничества. Курсы повышения квалификации. Заочное отделение.
- 1931—1934 гг. — Уманский плодоягодный институт. Факультеты: плодоягодный и технологический. Аспирантура. Опорный пункт Южного НИИ плодоовощного хозяйства.
- 1934—1936 гг. — Уманский плодоовощной институт. Отделения: садоводства и овощеводства.

В 1936 году институт получил новое наименование — Уманский сельскохозяйственный институт имени А. М. Горького.
В ходе Великой Отечественной войны 21 июля 1941 года начались бои на подступах к городу, а с 1 августа 1941 года до 10 марта 1944 года город был оккупирован немецкими войсками. В период оккупации институт серьёзно пострадал, но в дальнейшем  был восстановлен и возобновил работу.
В 1948 году при институте была открыта аспирантура.
30 сентября 1959 года институт был награждён орденом Трудового Красного Знамени.
В 1967 году начал работу факультет повышения квалификации руководящих кадров для сельского хозяйства Черкасской, Винницкой и Кировоградской областей.
В дальнейшем, в состав института входили 7 факультетов (агрономический, плодоовощной, агропедагогический, экономический, повышения квалификации, заочного обучения и общественных профессий) и подготовительное отделение.
После провозглашения независимости Украины институт перешёл в ведение министерства сельского хозяйства и продовольствия Украины.
В марте 1995 года Верховная Рада Украины внесла институт в перечень предприятий, учреждений и организаций, приватизация которых запрещена в связи с их общегосударственным значением.
- 1996—2000 годы — Уманская сельскохозяйственная академия. Факультеты: агрономический, плодоовощеводства и виноградарства, менеджмента, экономики и предпринимательства, последипломного образования, заочного обучения, культуры и воспитания, подготовительное отделение.
- 2000—2003 годы — Уманская государственная аграрная академия.
- 2003—2006 годы — Уманский государственный аграрный университет.
- С декабря 2009 года — Уманский национальный университет садоводства.

В феврале 2015 года университет передали в ведение министерства образования и науки Украины.

## Деятельность
Университет осуществляет подготовку специалистов по шести отраслям знаний, 12 направлениям, 17 специальностям: «Агрономия», «Селекция и генетика сельскохозяйственных культур», «Защита растений», «Плодоовощеводство и виноградарство», «Технология хранения, консервирования и переработки плодов и овощей», «Технология хранения и переработки зерна», «Садово-парковое хозяйство», «Агролесомелиорация», «Лесное хозяйство», «Учет и аудит», «Финансы», «Экономика предприятия», «Маркетинг», «Менеджмент организаций», «Менеджмент внешнеэкономической деятельности», «Туризм», «Отельно-ресторанное дело».
Факультеты:
- агрономии;
- плодоовощеводства, экологии и защиты растений;
- лесного и садово-паркового хозяйства;
- инженерно-технологический;
- менеджмента;
- экономики и предпринимательства.

В университете работают отделение довузовской подготовки, центр культуры и воспитания, институт последипломного образования.
Функционирует докторантура по шести и аспирантура по 18 специальностям, шесть проблемных научно-исследовательских лабораторий, учебно-научно-производственный отдел с опытным полем, садом и лесом на 1050 га сельскохозяйственных угодий.

## Известные выпускники
- Лысенко, Трофим Денисович (выпуск 1921 года) — всемирно известный деятель, академик АН Украины (1934), академик ВАСХНИЛ (1935), и АН СССР (1939).
- Федорченко-Тихий Дмитрий Васильевич (1901-1984) – выпуск 1924 года, активный участник повстанческого движения в Криворожье, декан Львовского сельскохозяйственного института (1947-1950), первый заведующий кафедрой тракторов и автомобилей, кандидат технических наук.